# Pellenes limatus
Pellenes limatus là một loài nhện trong họ Salticidae.
Loài này thuộc chi Pellenes. Pellenes limatus được Elizabeth Maria Gifford Peckham & George William Peckham miêu tả năm 1901.